# Dickson Etuhu
Dickson Etuhu est un ancien footballeur nigérian né le 8 juin 1982 à Kano.
Il a participé à la Coupe d'Afrique des nations 2008 avec l'équipe du Nigeria. Il a aussi participé à la Coupe du monde 2010, étant titulaire lors des trois matchs de poule. L'équipe du Nigeria est cependant éliminée au premier tour.

## Carrière
- 2000-jan. 2002 :  Manchester City
- jan. 2002-déc. 2005 :  Preston North End
  - nov. 2005-déc. 2005 :  Norwich City (prêt)
- jan. 2006-2007 :  Norwich City
- 2007-2008 :  Sunderland AFC
- 2008-2012 :  Fulham FC
- 2012-2014 :  Blackburn Rovers
- depuis Jan. 2015 :  AIK Solna[1],[2],[3]

## Palmarès
- Fulham FC
  - Ligue Europa
    - Finaliste : 2010